# Juan Pedro Gutiérrez
Juan Pedro Gutiérrez, född 10 oktober 1983 i Buenos Aires i Argentina, är en argentinsk idrottare som tog OS-brons i basket 2008 i Peking. Detta var Argentinas andra medalj i herrbasket vid olympiska sommarspelen, efter guldet 2004 i Aten, där Gutiérrez dock inte deltog.